# Artieda
Artieda è un comune spagnolo situato nella comunità autonoma dell'Aragona. Fa parte della comarca della Jacetania.
Sorge sulla riva sinistra del fiume Aragón e lungo il celebre Camino de Santiago. L'abitato si sviluppò in età medievale su una preesistente insediamento romano, di cui permangono alcune testimonianze archeologiche. Nel centro storico sono presenti due chiese in stile romanico, dedicate a san Martín e a san Pedro.